# Национальный футбольный стадион (Минск)

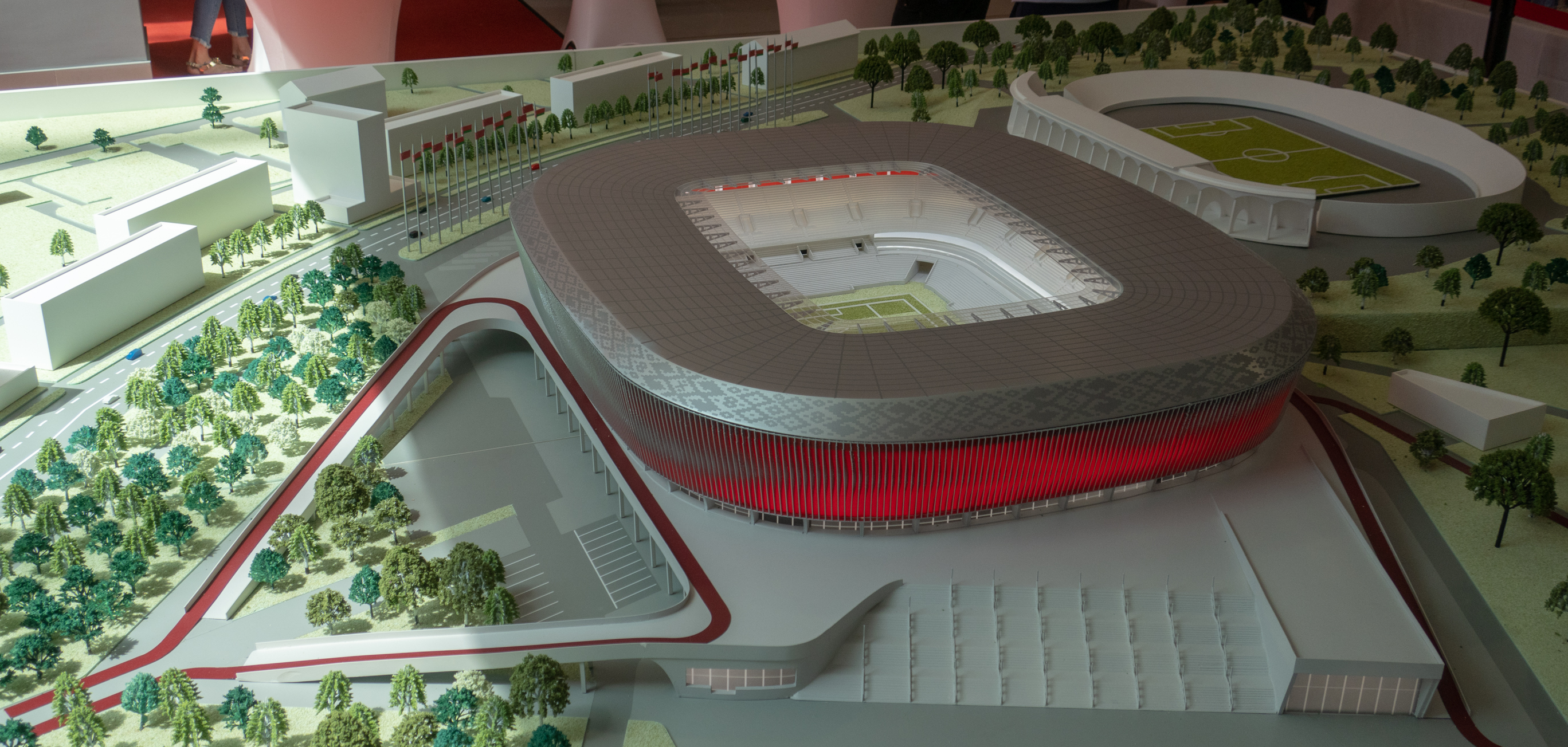
Макет комплекса Национального футбольного стадиона; в верхнем правом углу виден стадион «Трактор»

Национальный футбольный стадион (бел. Нацыянальны футбольны стадыён) — стадион в Минске. Крупнейший стадион Беларуси вместимостью около 33 000 зрителей. Является домашней ареной сборной Беларуси по футболу. Открыт 7 июня 2025 года.

## Концепция стадиона и проектирование
Идея строительства чисто футбольного стадиона в Минске была озвучена в 2010 году. Первоначально планировалось разместить его за пределами МКАД, в перспективном микрорайоне Щомыслица возле одноимённой деревни и перспективного выставочного комплекса. В 2012 году, после отказа от дорогостоящего проекта освоения Щомыслицы, была высказана идея реконструкции стадиона «Динамо» в чисто футбольный стадион. В 2013 году местом строительства Национального футбольного стадиона был определён стадион «Трактор». Впоследствии от реконструкции «Трактора» было решено отказаться, а местом нового стадиона была определена площадка непосредственно возле него.
Проблема отсутствия в Минске стадиона, который мог бы принять матчи национальной футбольной сборной, обострилась в период длительной реконструкции стадиона «Динамо» в 2012—2018 годах.
В 2014 году газета «Беларусь сегодня» сообщала о том, что Национальный футбольный стадион будет проектировать компания GMP International, а построен он будет к 2018 году. 
В 2015 году в новом тендере, предполагавшем строительство «под ключ», участвовало 5 компаний — в их числе «Минскпроект» и компании из Китая и Венгрии. 
Победителем был назван китайский проект.
Первоначально ожидалось, что стадион построят строительные компании бизнесмена Юрия Чижа (на тот момент — владельца ФК «Динамо» Минск), но впоследствии его отстранили от проекта и передали контракт Китаю. 
В 2017 году Александр Лукашенко попросил Си Цзиньпина «чтобы он построил его с китайским колоритом, чтобы все, не только белорусы, видели, что это образец дружбы с китайским народом».
Ожидаемая вместимость стадиона — 33 тысячи зрителей.
Общая площадь застройки должна составить 48 тыс. м². Стадион должен получить навес, VIP-ложи, собственный пресс-центр и подземную автостоянку.

## Строительство
В январе 2019 года началась подготовка территории для строительства стадиона (на этом месте располагается парк).
Стадион проектируется и будет строиться по китайским стандартам, нормам и техническим условиям без адаптации к действующим белорусским стандартам.
А. Лукашенко заявил, что стадион будет подарком Китая; отмечается, что похожие подарки Китай делал Габону, Анголе, Замбии и другим африканским странам, Коста-Рике и Лаосу.
Стоимость строительства стадиона не называется. В контракте на постройку Национального футбольного стадиона и бассейна в Минске фигурирует сумма в 180 млн долларов.
7 июня 2025 года — торжественно открыт Национальный футбольный стадион.

## Мероприятия
В 2014 году Белорусская федерация футбола подавала заявку на проведение на этом стадионе трёх матчей группового раунда и одного матча 1/8 финала чемпионата Европы 2020 года. Однако Минск в список 13 городов, в которых пройдут матчи европейского футбольного первенства, не попал.
В день открытия, 7 июня 2025 года в 19:00 на стадионе прошёл первый матч-открытие: встретились молодёжные сборные Беларуси и Китая. Встреча завершилась со счётом 1:1.
10 июня 2025 года на стадионе прошёл первый международный матч: встретились сборные Беларуси и России. Встреча завершилась со счётом 1:4 в пользу сборной России.